# هويل بيكوك
هويل بيكوك (بالإنجليزية: Howell Peacock)‏ هو مدرب كرة سلة أمريكي، ولد في 1889، وتوفي في 1962.

## روابط خارجية
- هويل بيكوك على موقع كلية كرة السلة في سبورتس رفرنس.كوم (الإنجليزية)